# 弗洛倫頓 (明尼蘇達州)
弗洛倫頓（英語：Florenton）是位於美國明尼蘇達州聖路易斯縣沃里鎮區的一個非建制地區。

## 地理
弗洛倫頓所處的海拔為高於海平面439米（即1440英呎），而該地所採用的時區為UTC-6，即北美中部時區（CST）。同時該地設有夏令時間，為UTC-6調快一小時，即UTC-5（CDT）。